# Arsen Gitinov
Arsen Gitinov (rusky Арсен Гитинов), (* 1. června 1977 v Tlondodě, Dagestán, Sovětský svaz) je bývalý ruský zápasník volnostylař avarské národnosti. Olympijský vítěz z roku 2000. V roce 2008 krátce reprezentoval Kyrgyzstán.

## Sportovní kariéra
Vyrůstal v Machačkale, kde začal v 10 letech s volným stylem pod vedením svého otce Idrise Gitinova. Jeho mladší bratr Šamil později reprezentoval Arménii. Po skončení střední školy se přesunul za studiemi do Petrohradu, kde se připravoval pod vedením Jakova Gantmana. Zápasil ve velterové váze, ve které neměl mnoho šancí se v ruské reprezentaci prosadit proti bratrům Buvajsarovi a Adamovi Sajtijevovým.
V olympijské roce 2000 se Rusům v lehké váze zranila reprezentační jednička Velichan Allahverdijev a této příležitosti dokázal využít. Při jeho nominaci na olympijské hry v Sydney hrála velkou roli politika, když zastupoval typicky ruské území Petrohradu. Během série nominačních turnajů totiž ani jednou nezvítězil. Suverénem nominace byl osetský zápasník Igor Kupejev, který však doplatil na neuváženost svého činu účastnit se nominace na olympijské hry v ruské reprezentaci. Kupejev totiž řadu několik let reprezentoval Uzbekistán a doufal, že mu Uzbeci umožní startovat v ruském dresu. Uzbecká strana toto nedovolila a olympijských her se nakonec vůbec neúčastnil. Gitinov premiéru na první velké seniorské akci zvládl velmi dobře. Ze základní skupiny dokázal postoupit přes Arména Arajika Gevorgjana, zvádl i náročné semifinále proti Bělorusu Sergeji Děmčenkovi a ve finále se utkal s Danielem Igalim z Kanady. Finálový zápas byl v režii jeho zkušenějšího soupeře, úřadujícího mistra světa a po prohře získal stříbrnou olympijskou medaili. V dalších letech se v ruské reprezentaci neprosazoval a na velké akci se objevil až v roce 2008 v kyrgyzské reprezentaci. V témže roce startoval olympijských her v Pekingu, ve druhém kole vyřadil jednoho z favoritů Ibragima Aldatova, jeho cesta však skončila v dalším kole na mladém Bulharu Kirulu Terzievovi. Obsadil 8. místo.